# Central de Camarasa
La Central de Camarasa és una central hidroelèctrica situada al terme municipal de Camarasa, a la comarca de la Noguera. Està ubicada al congost que separa la serra de Mont-roig i la muntanya de Sant Mamet, uns centenars de metres aigües amunt de la confluència entre el Noguera Pallaresa i el Segre. És una central hidroelèctrica d'acumulació de l'aigua procedent del riu Noguera Pallaresa embassada al pantà de Camarasa. Els elements bàsics que la componen són una presa de formigó de gran alçària per permetre a l'embassament la major capacitat possible, la central hidroelèctrica a peu de presa i un sobreeixidor lateral per evacuar les aigües sobrants, tot amb l'objectiu de l'aprofitament integral del riu. Fou construïda per la societat Riegos y Fuerza del Ebro, filial de la Barcelona Traction. Actualment (2023) les instal·lacions són operades per Endesa, filial de la multinacional italiana Enel.
Actualment (2020) la seva posada en marxa, aturada i control es fa des del centre de comandament situat a la ciutat de Lleida.
És una obra inclosa a l'Inventari del Patrimoni Arquitectònic de Catalunya.

## La concessió hidroelèctrica
Els drets per a l'explotació hidroelèctrica d'aquest darrer tram del riu Noguera Pallaresa tenen l'origen en tres concessions que va obtenir Domènec Sert en el 1901 i que comprenien el tram de riu comprès entre Pobla de Segur al nord, i Camarasa al sud. El 1910 Domènec Sert obtingué de l'administració la unificació de les tres concessions en una de sola amb l'objectiu de construir un únic salt al final de riu, en la confluència entre la Noguera Pallaresa i el Segre. Aquesta concessió fou adquirida a l'estiu de 1911 per Frederick Stark Pearson i s'articulà a través de la societat Spanish Securities, futura tenedora de les accions de la Barcelona Traction, Light and Power.
La Canadenca replantejà les obres, amb la construcció d'una presa de Sant Antoni de Talarn i mantenint el canal de derivació de 50 kilòmetres de llargària, el qual transcorria pel marge dret de la Noguera Pallaresa, creuant-la cap a l'esquerra al seu pas pel Congost de Terradets i s'obtenia un salt de 201,68 metres d'alçària amb una potència de 80.000 C.V. a la confluència dels rius Noguera Pallaresa i Segre, al terme de la la Maçana, poblet prop de Camarasa. Però la naturalesa del terreny impediren fer el canal per on s'havia projectat, i es tornà a refer el projecte. El 1913 es dividí la concessió en tres salts, l'últim dels quals seria el de Camarasa.

## L'impacte sobre el territori
Les obres de l'embassament de Camarasa van tenir un forta repercussió sobre el territori: la inundació del poble d’Oroners, dels ponts del Diable, de Montclús i de la Baronia de Sant Oïsme, i dels molins de Mont-Roig i del Coix, va inutilitzar el camins de Camarasa a Santa Linya, de Santa Linya a Mont-Roig i de Camarasa a La Maçana, Fontllonga i la Baronia de Sant Oïsme, situació que no es solucionar de forma definitiva fins a la construcció de la carretera del Doll l'any 1981.
El conveni entre l'ajuntament de Camarasa i la companyia constructora, Riegos y Fuerza del Ebro, es signà el 30 de juny de 1917, després d'una negociació que durà molt temps. En aquest contracte s'acordava que l'empresa havia d'instal·lar l'enllumenat al poble; el preu de la llum pública seria gratuït els primers deu anys, el 50% els següents cinc anys, i de tarifa mínima després; l'enllumenat particular pagaria el 30% de la tarifa mínima durant deu anys. Addicionalment, Riegos y Fuerza del Ebro es comprometia a pagar la portada d'aigua potable al poble de Camarasa i a construir l'entrada del poble pel camí del Vall. A canvi, l'ajuntament cedia gratuïtament els comunals de l'embassament i els ocupats per les línies elèctriques. Malgrat la proximitat del riu, va costar molt que la companyia honorés el compromís de portar l'aigua al poble. El 1921 la Companyia semblava disposada a parlar-ne, potser perquè aquest mateix any ja es començava a tractar la construcció de la presa i central de Sant Llorenç de Montgai, però fins al 1927 no van començar les obres.
L'ajuntament deFontllonga també va subscriure un conveni amb Riegos y Fuerza del Ebro en el qual l'empresa es comprometia a construir els camins veïnals entre els pobles afectats per l'embassament.

## Construcció

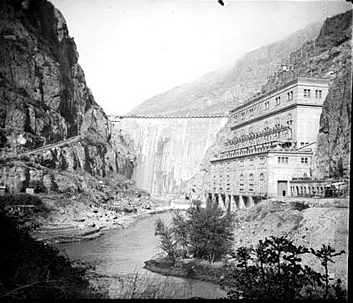
La central hidroelèctrica de Camarasa cap a 1931

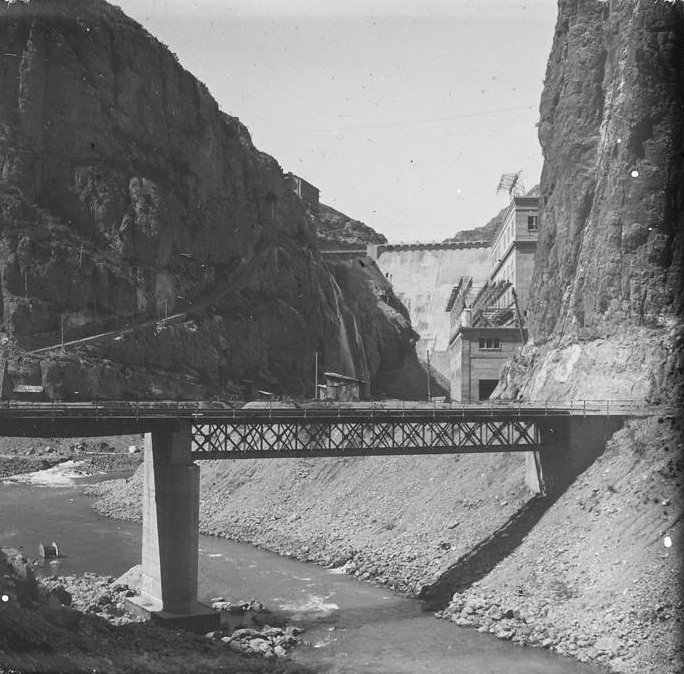
Vista del pont sobre el Segre, el funicular, la sala de màquines i la presa de Camarasa, 1921

Les obres de la central de Camarasa van ser d'una gran magnitud, arribant a ocupar a 1.500 treballadors. Els estudis geològics del terreny on s'havia d'emplaçar la presa finalitzaren el juliol de 1917, i durant l'últim trimestre de 1917 es duren a terme les obres per construir un túnel que permetés desviar el cabal de la Noguera Pallaresa i permetre la construcció de la presa. La presa es va coronar l'agost de 1920.
En el marge dret del riu i a una cota superior a la del coronament de la presa, es va instal·lar tota la maquinària d'una planta per fer el formigó, element necessari per a la construcció de la presa. El forn rotatiu d'assecatge de la planta procedia de les obres de la central hidroelèctrica de Talarn. Per transportar la maquinària de la planta i proveir-la de matèries primeres es va construir prèviament un funicular, que es desplaçava des del campament base fins a la part superior de la plata de formigó.
Es van instal·lar dos cables-grua, cadascuna sostinguda per dues torres, una a cada costat del riu. Les torres eren de fusta de pi, i es desplaçaven sobre uns carrils situats en unes esplanades excavades en els dos marges de la Noguera Pallaresa. Aquests cables-grua permetien el transport del material d'un costat a l'altre del riu i també a qualsevol punt de la presa. La seva capacitat de càrrega era de 12 tones, i estaven fabricades per l'empresa Lidgerwood M.F. de Nova York. També es disposava d'unes grans excavadores de vapor de la marca Bucyrus, procedents de les obres del canal de Panamà, així com una sèrie de trams de ferrocarril de via estreta per transportar materials.
El transport de materials i subministraments es feia des de l'estació de tren de Balaguer amb el tren de la Sucrera del Segre i, fins a l'obra, mitjançant els trens Renard arrossegats per tractors a vapor de la marca John Fowler.L'any 1918 es va edificar el pont d'accés a la central amb material reaprofitat del Ferrocarril de Sarrià a Barcelona, societat pertanyent al grup de la Barcelona Traction, Light and Power.
L'execució de la presa es va fer en poc temps, entre novembre de 1917 i setembre de 1920, quan ja funcionaven dues turbines de la central. Ben aviat la presa començà a tenir filtracions d'aigua a la presa.
El formigó és un material de construcció resultant de la mescla de ciment amb àrids gruixuts, àrids fins (sorra) i aigua. En el cas de Camarasa, en una primera fase es va utilitzar una barreja de ciment Portland i dolomia, roca aquesta última extreta de les proximitats de la presa. Com el que cement era transportat des de les fàbriques de l'empresa Asland de La Pobla de Lillet i Montcada i Reixac, en una segona fase i per reduir costos, es va reduir quasi a la meitat la proporció de cement Portland.
El sobreeixidor es va situar a la dreta de la presa, i per assegurar una ràpida evacuació de l'aigua sobrant en cas de crescudes del riu, es va dotar de dues comportes automàtiques que permetien augmentar el cabal d'evacuació de forma ràpida. Les comportes les subministrà l'empresa suïssa Barragues automatiques. Els treballs del sobreeixidor van començar a l'abril de 1920 i van finalitzar amb la construcció de les comportes, les quals van entrar en servei el gener de 1924.
La casa de màquines estava encastada a la roca, a sota mateix de la presa. La previsió era instal·lar-hi cinc turbines, encara que inicialment-s'hi posaren dos. L'embassament es va anar omplint progressivament entre el gener i el desembre de 1920. Durant aquest temps, ja van aparèixer diversos punts de filtració d'aigua a la presa que, en total, representaven unes pèrdues de 51 milions de kW a l'any.
El primer grup de turbines es va posar en marxa el 22 de juliol de 1920, i el segon el 28 del mateix mes. Posteriorment, es tercer grup es construí el 1924, i el quart i últim en el 1929. Amb la posada en marxa del tots els grups, la central va assolir una potència de 88.000 C.V., la major de totes les centrals de Riegos y Fuerza del Ebro.
Els problemes de filtració de la presa provocaven una disminució de la capacitat de producció de la central. A mitjans de 1924 es va convidar a Maurice Lungeon, geòleg de la Universitat de Lausana per estudiar el problema i proposar solucions. L'agost de 1926 s'aprovà un projecte per impermeabilitzar la presa, proposant barrar el pas de l'aigua fent una pantalla impermeable a base d'injeccions de carbonissa, sorra i ciment a pressió. El projecte s'encarregà a l'empresa ""François Cementation Co. Ltd"". Els treballs van començar al setembre de 1927 i van acabar a l'agost de 1931.

### Cost de les obres
Segons Horace Field Parshall, conseller delegat de la Barcelona Traction, Light and Power, els costos de la construcció de la central de Camarasa foren els següents:
| Concepte                                      | Import (en lliures) |
| --------------------------------------------- | ------------------- |
| Concessions                                   | 14.155              |
| Terrenys                                      | 80.964              |
| Reparacions vàries                            | 37.018              |
| Presa                                         | 510.776             |
| Canonades forçades, canals, túnel             | 71.106              |
| Edifici de la sala de màquines                | 91.857              |
| Equipament hidràulic                          | 141.237             |
| Transformadors                                | 101.249             |
| Proves                                        | 1.951               |
| Equipament divers i edificis per treballadors | 44.238              |
| Despeses diverses                             | 91.536              |
| Despeses generals i administratives           | 142.358             |
| Treballs de la concessió                      | 22.808              |
| Desmuntatge planta                            | 16.523              |
| TOTAL                                         | 1.367.776           |

## Components de la central

### Presa
L’enginyer A.W.K. Billings, directiu de Riegos y Fuerza del Ebro, fou el que dissenyà el projecte de la presa de Camarasa, com prèviament ho havia fet amb la de la central hidroelèctrica de Talarn. Per fer la presa es va emprar 218.000 m3 de formigó, i l'alçària de la presa arriba als 92 metres. En el seu moment, fou la més alta d'Europa i la quarta del món. L'embassament que crea té una capacitat de 157 milions de metres cúbics, i el salt és de 83 metres. La cambra de càrrega es troba dintre de la presa. La seva funció és la de recollir l'aigua de l'embassament i enviar-la a la canonada forçada, al final de la qual serà turbinada.

### Generació
La sala de màquines es troba dintre d'un edifici de caràcter monumental, aïllat i de composició volumètrica contundent. La façana és simètrica, amb utilització de ràfecs i pilars refosos en la composició. Les finestres tenen amb arc de mig punt, tot està sustentat per pilars de formigó. Per generar electricitat la central disposa de 4 turbines Francis d'eix vertical.

## L'inici de la vaga de La Canadenca
El novembre de 1918, el Sindicat de Camarasa --afiliat al Sindicat Únic de Construccions de la CNT-- va aconseguir petites millores laborals per als treballadors que construïen la central. L’1 de desembre, però, el director de construccions, el senyor Caldwell, va instar la Guàrdia Civil perquè escorcollés els treballadors a l’entrada de l’obra. Aquest fet va ser determinant per què és declarés una vaga.
Els obrers de les obres van iniciar la vaga el 5 de desembre de 1918, davant l'escorcoll diari i la no acceptació per part de l’empresa de les seves exigències pendents, que consistien en un augment de sou de 1,5 pessetes diàries i el pagament doble de les hores extraordinàries. Aviat la vaga es va estendre. El dia 16 de desembre la Federació Local Obrera de Lleida va decidir convocar vaga general si en el termini de quatre dies no se solucionava el conflicte de Camarasa exigint la negociació entre entre el governador civil de Lleida i el Comitè Directiu de la Federació. La vaga a Camarasa va durar fins al 14 de gener de 1919.
Mentrestant, la direcció de l'empresa va introduir canvis en la secció de facturació a la seu de Barcelona, que al cap i a la fi consistien en reduir els salaris. Alguns treballadors no ho acceptaren, i vuit d'ells van acabar acomiadats. Aquest fet provocà que el 5 de febrer la resta de companys del departament es declaressin en vaga. La resposta de l'empresa fou acomiadar a 140 persones del departament, provocant la vaga de la resta del personal de la companyia, que s'inicià el 8 de febrer. La intransigència de l'empresa primer, i el comportament maldestre del govern espanyol després, van acabar empitjorant la situació, fins que no s'arribà a un acord el 17 de març, en el que s'augmentaven notablement els salaris i s'establia la jornada laboral de vuit hores diàries.

## Danys de Guerra
L'inici de la guerra civil espanyola va provocar que a principis de setembre de 1936 el personal estranger que hi treballava va abandonar el país. Durant el conflicte les centrals hidroelèctriques catalanes així com les línies de distribució de 110 kW van ser considerades per l'exercit rebel espanyol objectius militars a ser inutilitzats. Amb la seva destrucció es volia impedir el subministrament elèctric a la industria bèl·lica catalana per dificultar la fabricació d'armament. L'exercit republicà va dotar de defensa antiaèria a la central hidroelèctrica de Talarn i també s'hi construí un refugi antiaeri. La central fou bombardejada el febrer i març de 1937; l'aviació de la Legió Còndor, aliada als rebels espanyols, també va bombardejar la central el 23 de gener de 1938, encara que sense efectes rellevants.
La central de Camarasa caigué en mans dels rebels el 8 d'abril de 1938. Com en altres central, els franquistes procediren a desmuntar peces crítiques per al seu funcionament, de forma que si tornaven a caure en mans republicanes les centrals no poguessin tornar a generar electricitat. La central tornà a produir electricitat el 25 de gener de 1939.

## Les riuades de 1937 i 1982
El 29 d'octubre de 1937 es va inundar la sala dels generadors com a conseqüència de la riuada de la Noguera Pallaresa i Segre.
El 7 i 8 de novembre de 1982 es produí a la regió pirinenca una pluja excepcional, amb punts de més de 300 mm. al dia 8 (en un sol dia es va recollir una quarta part de la pluviometria mitjana anual), la qual cosa produí una gran crescuda dels rius. A la conca alta de la Noguera Pallaresa es produïren el màxims pluviomètrics més importants. Els grans pantans previs a la central de Camarasa (el pantà de Sant Antoni, el pantà de Terradets i el propi pantà de Camarasa atenuaren de manera notable de crescuda del riu, però riuada resultant deixà la central fora de servei, amb les sales de turbines i alternadors totalment inundades. La normalització total de les instal·lacions no es produí sinó al cap d'un mes.